# Jest pan wolny, doktorze Korczak
Jest pan wolny, doktorze Korczak (niem. Sie sind frei, Doktor Korczak) – film biograficzny z 1974 roku. Treścią filmu są ostatnie lata życia wybitnego lekarza, pedagoga i pisarza Janusza Korczaka.

## Główne role
- Leo Genn - Henryk Goldszmit (Janusz Korczak)
- Orna Porat - Stefa (Stefania Wilczyńska)
- Efrat Lavi
- Charles Werner - Adam
- Benjamin Völz - Michael
- Jürgen Lier
- Chad Kaplan - Yakov
- Volker Brandt
- Albert Bessler
- Egon Schäfer